# 최춘식 (1954년)
최춘식(1954년 10월 12일 ~ )은 조선민주주의인민공화국의 군인 겸 정치인으로 조선로동당 중앙위원회 후보위원이다.

## 경력
1999년 석탄과학분원 석탄채굴공학연구소를 거쳐 수력운반연구실 실장을 지냈다. 2010년 9월 조선로동당 중앙위원회 후보위원에 선출되었다.

## 최고인민회의 대의원
2014년 3월 최고인민회의 제13기 대의원에 선출되었다.

## 기타
2011년 12월 김정일 사망 당시에 국가 장의위원회 위원을 맡았다.